# Henri Troyat

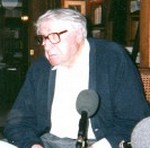
Henri Troyat (jaren negentig)

Henri Troyat (Moskou, 1 november 1911 – Parijs, 2 maart 2007) was een Franse schrijver van deels Armeense origine. Hij werd geboren als Lev Aslanovitsj Tarasov (Russisch: Лев Асланович Тарасов).
Zijn familie verliet Rusland al voor de Oktoberrevolutie en kwam na veel omzwervingen in 1920 in Parijs aan.
Troyats eerste roman, Faux jour, verscheen in 1935. Hij won er de Prix Eugène Dabit du roman populiste mee. In 1938 won hij de Prix Goncourt voor zijn roman L'araigne. Hij werd bekend met historische romans. Heel wat van die boeken vormden reeksen zoals Tant que la terre durera (drie delen, 1947-1950) en Les semailles et les moissons (vijf delen, 1953-1958), beide gebaseerd op zijn herinneringen aan Rusland. In 1952 schreef hij met La Neige en deuil het verhaal van een broedertwist die zich afspeelt in de bergen. Hij verwierf er heel wat bekendheid mee.

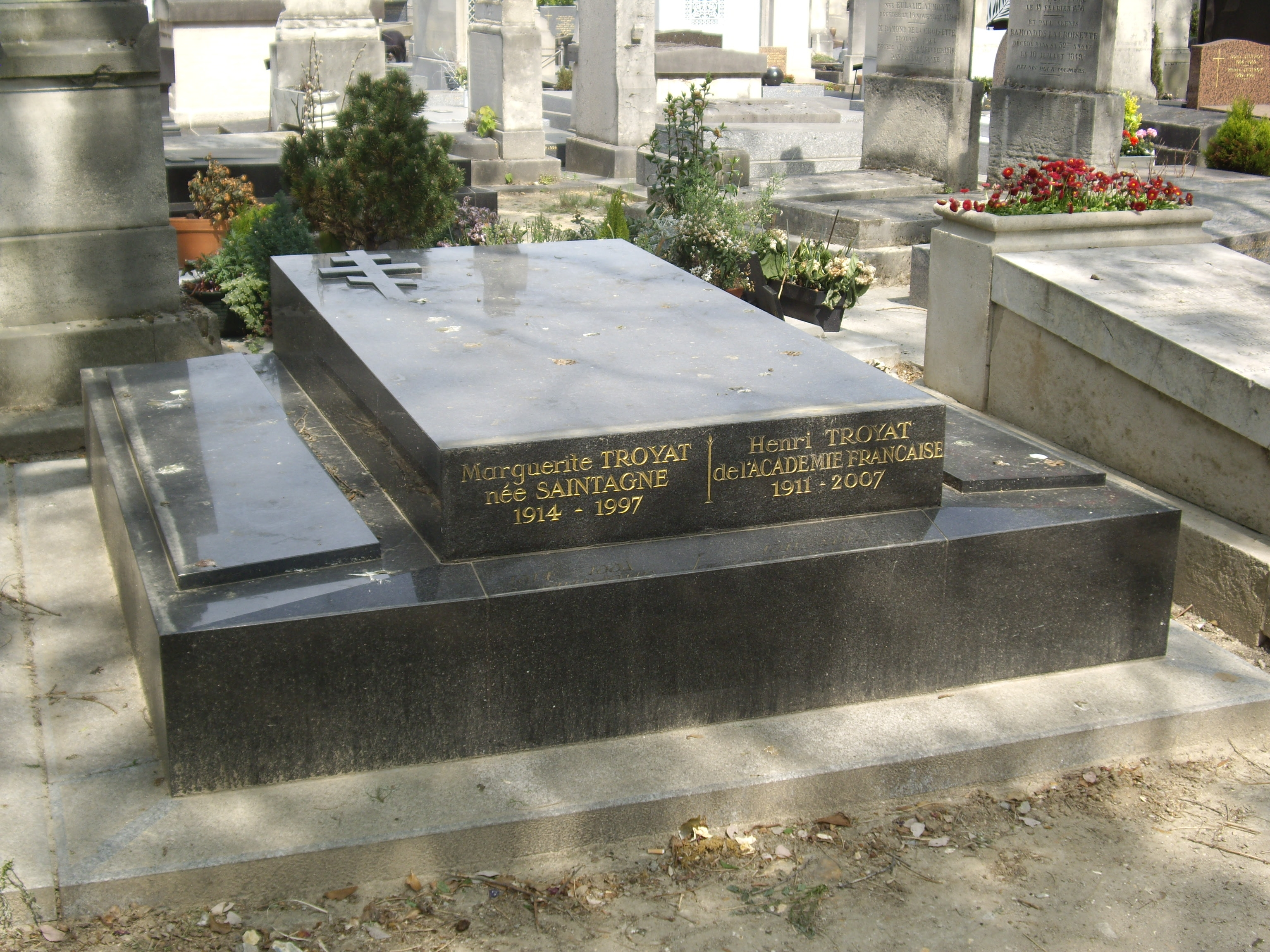
Graf van Henri Troyat

Naast romans schreef Troyat ook talrijke biografieën van Russische historische figuren (zoals Leo Tolstoj, Maxim Gorki, tsarina Catharina de Grote en tsaar Peter de Grote) alsook van de belangrijkste Franse schrijvers uit de 19e eeuw (zoals Guy de Maupassant, Émile Zola, Gustave Flaubert, Honoré de Balzac en de symbolistische dichters Charles Baudelaire en Paul Verlaine).
Sedert 1959 was hij lid van de Académie française.
In 2003 werden Troyat en uitgeverij Les éditions Flammarion veroordeeld tot het betalen van een schadevergoeding van 45 duizend euro aan Gérard Pouchain en Robert Sabourin, omdat Troyat hun boek Juliette Drouet ou "la dépaysée" (1992) over het leven van Juliette Drouet had geplagieerd.
In Nederland verscheen van Troyat (o.a.) De wrede erfenis (1965, als Zwarte Beertje 931), vertaling van La tête sur les épaules.
Henri Troyat overleed op 95-jarige leeftijd in Parijs waar hij begraven ligt op het Cimetière du Montparnasse. Hij liet meer dan honderd werken na.
- Bibsys: 90092250
- Biblioteca Nacional de España: XX943435
- Bibliothèque nationale de France: cb11927164g (data)
- Catàleg d'autoritats de noms i títols de Catalunya: 981058513803506706
- CiNii: DA00357373
- Gemeinsame Normdatei: 119247860
- International Standard Name Identifier: 0000 0003 6863 8142
- Library of Congress Control Number: n79127136
- Nationale Bibliotheek van Letland: 000007888
- Bibliotheek van het Japanse parlement: 00459151
- Nationale Bibliotheek van Tsjechië: jn19981002253
- Nationale bibliotheek van Australië: 35556639
- Nationale Bibliotheek van Israël: 987007298766505171
- Nationale Bibliotheek van Polen: a0000002995893
- Nationale en Universitaire bibliotheek Zagreb: 000031988
- Nederlandse Thesaurus van Auteursnamen: 068402791
- Réseau des bibliothèques de Suisse occidentale: 02-A000163939
- Istituto Centrale per il Catalogo Unico: CFIV000687
- LIBRIS: 249989
- SNAC: w6vv461n
- Système universitaire de documentation: 028021304
- Trove: 994896
- Virtual International Authority File: 14777553
- WorldCat: E39PCjC78hXMwm8QR7jJbVbKMK